# Teatr Muzyczny Adria
Teatr muzyczny Adria – pierwszy teatr muzyczny w Koszalinie,  powstał w 2020 roku. Teatr mieści się przy ul. Grunwaldzkiej 8-10, w historycznym budynku, przed teatrem mieściło się tam kino Adria. Jest to pierwszy teatr muzyczny w województwie zachodniopomorskim i drugi (obok Teatru Muzycznego im. Danuty Baduszkowej w Gdyni) na Pomorzu. Teatr jest inwestycją prywatną i nie jest finansowany ze środków publicznych.
Sala widowiskowa została zaadaptowana na potrzeby teatru i posiada około 300 numerowanych miejsc. Pierwszym musicalem wystawionym w dniu 26 września 2020 roku była sztuka „The Bodyguard” na podstawie filmu o tym samym tytule w obsadzie z Whitney Houston oraz Kevinem Costnerem, na którą teatr otrzymał stosowną licencję. Teatr otrzymał nagrodę honorową prezydenta miasta Koszalina w dziedzinie kultury jako „Wydarzenie kulturalne roku 2020” za musical „The Bodyguard”.
Od 2022 roku teatr prowadzi również ogólnopolski festiwal piosenki musicalowej, którego celem jest danie możliwości zaprezentowania się na profesjonalnej scenie teatralnej młodym ludziom.

## Spektakle
| Nazwa spektaklu                            | Reżyseria         | Informacje dodatkowe           |
| ------------------------------------------ | ----------------- | ------------------------------ |
| Michael Jackson SHOW                       | Kacper Wojcieszek |                                |
| In The Heights                             | Kacper Wojcieszek | musical wystawiony na licencji |
| GIRL POWER                                 | brak danych       |                                |
| The Bodyguard                              | Kacper Wojcieszek | musical wystawiony na licencji |
| Kelnerka                                   | brak danych       | musical wystawiony na licencji |
| Jula i jej zwierzaki                       | Kacper Wojcieszek |                                |
| Jula i Zwierzaki Domowe                    | Kacper Wojcieszek |                                |
| Fame                                       | Kacper Wojcieszek | musical wystawiony na licencji |
| Bonnie & Clyde                             | Kacper Wojcieszek | musical wystawiony na licencji |
| Zaczarowana piosenka                       | brak danych       |                                |
| Showlesque                                 | Kacper Wojcieszek |                                |
| Variety. Różnorodność jest przyprawą życia | Kacper Wojcieszek |                                |